# Tucumã (kommun)
Tucumã är en kommun i Brasilien.   Den ligger i delstaten Pará, i den centrala delen av landet, 1 100 km norr om huvudstaden Brasília. Antalet invånare är 33 651.
Omgivningarna runt Tucumã är huvudsakligen savann. Runt Tucumã är det glesbefolkat, med 8 invånare per kvadratkilometer.